# Vitus Kubicka
Vitus Kubicka (* 7. Februar 1915 in Wien; † 10. Juni 1971 in Klagenfurt) war ein österreichischer Fußballspieler.

## Karriere
Kubicka gehörte dem First Vienna FC als Mittelfeldspieler an, für den er von 1941 bis 1943 in der Sportbereichsklasse Donau-Alpenland, in einer von 17, später auf 23 aufgestockten Gauligen zur Zeit des Nationalsozialismus als einheitlich höchste Spielklasse im Deutschen Reich nach erfolgtem Anschluss Österreichs, Punktspiele bestritt.
Während seiner Vereinszugehörigkeit gewann er mit der Mannschaft zweimal die Gaumeisterschaft, nahm jedoch nur in der Saison 1941/42 an der Endrunde um die Deutsche Meisterschaft teil. Er kam in allen Spielen, von der Qualifikationsrunde bis zum Finale zum Einsatz. Im Berliner Olympiastadion verlor er mit seiner Mannschaft am 4. Juli 1942 vor 90.000 Zuschauern gegen den FC Schalke 04 durch die Tore von Ernst Kalwitzki und Fritz Szepan mit 0:2.
Im nationalen Pokalwettbewerb für Vereinsmannschaften um den Tschammerpokal kam er einzig im Jahr 1942 in zwei Spielen zum Einsatz. Sein Debüt gab er am 19. Juli beim 2:1-Erstrundensieg beim Wiener AC. Sein zweites Spiel verlor er am 9. August in der 2. Runde bei der NSTG Falkenau mit 0:4. Als seine Mannschaft den Pokal 1943 gewann, gehörte er weder der Endspielmannschaft an, noch kam er in den Endrundenspielen zum Einsatz. Dennoch, als Teil der Mannschaft, darf er sich Pokalsieger nennen.

## Erfolge
- Zweiter der Deutschen Meisterschaft 1942
- Gaumeister Donau-Alpenland 1942, 1943
- Tschammerpokal-Sieger 1943 (ohne Einsatz)